# Gredja Boen Bio
Gredja Boen Bio of Gredja Khonghoetjoe is een confuciustempel in Surabaya, Indonesië. In officiële Indonesische spelling heet de tempel Gereja Bun Byo. De tempel werd in 1883 door confucianistische Chinese Indonesiërs gebouwd. Het ligt aan de Jalan Kapasan numero 131 in Surabaya. Tijdens de koloniale tijd van het toenmalige Nederlands-Indië werd de tempel door de Nederlanders "de kerk van Confucius" genoemd. De tempel wordt heden beheerd door Majelis Agama Khonghucu, dit is een raad voor confucianisten in Indonesië.
In 1904 bracht Kang Youwei een bezoek aan de tempel. De consulaat-generaal Wang Huagen (王华根) van de Consulaat van Volksrepubliek China te Surabaya bracht begin maart 2011 een bezoek aan de tempel.